# محاري تسماني
محاري تسماني (الاسم العلمي: Pleurotus tasmanicus) هو نوع من الفطريات يتبع جنس المحاري من فصيلة المحارية.